# David Peakall
David Beaumont Peakall (17 mars 1931 - 18 août 2001) était un toxicologue britannique internationalement reconnu. 
Sa recherche sur les effets de dichlorodiphenyldichloroethylène et du DDT sur les coquilles d'œuf a contribué à l'interdiction du DDT aux États-Unis. Il a prouvé que ces produits chimiques ont causé une fragilité des coquilles, entraînant à une réduction des populations de diverses espèces d'oiseau. Il a aussi été un pionnier de la recherche sur les effets de PCB sur les oiseaux.
Il publia en 1986 une suite au Printemps silencieux de Rachel Carson, intitulé Beyond Silent Spring, coécrit avec Helmut F. van Emden.